# Scaphosepalum microdactylum
Scaphosepalum microdactylum är en orkidéart som beskrevs av Robert Allen Rolfe. Scaphosepalum microdactylum ingår i släktet Scaphosepalum och familjen orkidéer. Inga underarter finns listade i Catalogue of Life.